# Wo hao xihuan ni
Wo hao xihuan ni (我好喜欢你S, Wǒ hǎo xǐhuān nǐP; titolo internazionale Count Your Lucky Stars) è una serie televisiva cinese trasmessa su Youku e Mango TV dal 3 agosto al 3 settembre 2020.

## Trama
Lu Xingcheng è il redattore capo di una nota rivista. Nonostante fosse noto per essere arrogante, Lu Xingcheng era già considerato un esperto nel mondo della moda. A parte questo, è anche un uomo molto fortunato ed è abituato ad avere tutto ciò che vuole.
Nel frattempo, Tong Xiaoyou è uno stilista meno famoso e spesso ha sfortuna. Finché un giorno, il loro destino è stato scambiato in un istante a causa di un bacio accidentale. Lu Xingcheng ha perso tutto, mentre Tong Xiaoyou è diventato improvvisamente famoso.

## Personaggi
- Tong Xiaoyou, interpretata da Shen Yue
- Lu Xingcheng, interpretato da Jerry Yan
- Song Ruru, interpretata da Jackie Li
- Lu Yanzhi, interpretato da Miles Wei
- Wen Xi, interpretata da Shen Yao
- Mu Yang, interpretato da Wang Sen
- Jiang Yan, interpretato da Liyu Yang
- Sarah Lin, interpretata da Yusi Lu
- Lu Ren, interpretato da Eddie Cheung
- Cheng Peiyu, interpretata da Lily Tien
- Ye Mang, interpretata da Kathy Chow